# Aspidomancia
Se llama aspidomancia (de la palabra griega "aspis" significando escudo) es una forma de adivinación basado en la interpretación de patrones en un escudo.  Leer los patrones se creía que daba alguna idea sobre el futuro.  Los lectores estudian el escudo buscando un patrón que pueda representar símbolos o imágenes y los interpretan como pistas que indican lo que va a pasar en el futuro.
La aspidomancia también puede referirse al método de adivinación consistente en sentarse sobre un escudo y recitar encantamientos para convocar a una entidad o entrar en trance, con el fin de ganar conocimiento. Este método fue descrito inicialmente en el siglo XVII por el escritor francés Pierre de Lancre.